# Pseudojuloides elongatus
Pseudojuloides elongatus е вид лъчеперка от семейство Labridae.

## Разпространение
Видът е разпространен в Австралия, Нова Зеландия, Остров Норфолк и Япония.